# Bobicești
Bobicești is een Roemeense gemeente in het district Olt.
Bobicești telt 3390 inwoners.